# برنامج خادم الحرمين للعناية بالتراث الحضاري السعودي
برنامج خادم الحرمين الشريفين للعناية بالتراث الحضاري هو مبادرة تهدف إلى العناية بمكونات التراث الثقافي في المملكة العربية السعودية، والمتمثلة في الآثار والمتاحف، والتراث العمراني، والحرف والصناعات اليدوية. تم اعتماده في 2014م تحت إشراف الهيئة العامة للسياحة والتراث الوطني.
وجرى تمويل البرنامج، ضمن برنامج جودة الحياة بمبالغ تصل إلى 3 مليارات ريال، لإنشاء 18 متحفاً في مناطق المملكة أنجزت المجموعة الأولى من مراحل إنشاءاتها وشرعت في تجهيزها وبعضها الآخر تمت ترسية مرحلة الإنشاءات، وتهيئة 80 موقعاً أثريا، وإعادة ترميم وتأهيل 11 قرية وبلدة تراثية، إضافة إلى تشغيل 17 مركزاً للحرفيين.
وتبذل المملكة جهودا كبيرة في سبيل الحفاظ على إرثها الثقافي والحضاري، الذي تزخر بهما كما أجرت تغييرات كبيرة في عدد من المجالات ومنها حماية التراث الحضاري، بما يتوافق مع رسالة منظمة الأمم المتحدة للتربية والثقافة والعلوم “اليونسكو” التي تعد المملكة عضوًا مؤسسًا فيها، وعضوا في مجلسها التنفيذي المنتخب في نوفمبر 2019.

## مسارات البرنامج
يحتوي برنامج العناية بالتراث الحضاري للمملكة على عشرة مسارات يشتمل كل مسار منها تحت التنفيذ على مجموعة من المشروعات الرئيسة التي تزيد في مجملها على 230 مشروعًا، وتشمل المسارات العشرة:
- العناية بمواقع التاريخ الإسلامي.
- إنشاء وتأهيل وتجهيز المتاحف والمواقع الأثرية.
- تشغيل وصيانة المتاحف والمواقع الأثرية.
- المحافظة على مواقع التراث العمراني وتنمية القرى التراثية.
- تسجيل وحماية الآثار والبحث والتنقيب الأثري.
- برامج وأنشطة المتاحف والمواقع الأثرية.
- تنمية الحرف والصناعات اليدوية.
- التوعية والتعريف بالتراث الوطني.
- استقطاب وتطوير الكوادر البشرية اللازمة لإدارة التراث الوطني.
- فعاليات التراث الثقافي.

## منهجية الشراكة
يشارك الهيئة العامة للسياحة والتراث الوطني في تنفيذ البرنامج عدد من الجهات من أبرزها: دارة الملك عبد العزيز، وزارة الدفاع، وزارة التعليم، وزارة الخارجية، وزارة الشؤون البلدية والقروية، وزارة الحرس الوطني، وزارة الداخلية، وزارة الشؤون الاسلامية والدعوة والإرشاد، وزارة العمل والتنمية الاجتماعية، وزارة الثقافة، وزارة الإعلام، شركة أرامكو السعودية، مؤسسة التراث الخيرية، الجمعية السعودية للمحافظة على التراث.
ويضم البرنامج أكثر من 35 مبادرة تعمل وفق منهجية محددة لتحقيق أهدافه، حيث تنبثق من (المرحلة الأولى) للبرنامج ثلاث شركات تشرف عليها هيئة السياحة وتعمل وفق منهجية تجارية وتنموية وهي: الشركة السعودية لتشغيل المواقع التراثية التي تختص بتشغيل وصيانة المواقع التراثية بالمملكة، وشركة ترميم المباني التراثية التي تعمل على إعادة وتأهيل المباني التراثية، والشركة السعودية للحرف والصناعات اليدوية.

## مشروعات تطوير التراث الحضاري
يضم البرنامج أكثر من 70 مشروعاً ضمن مجالات عمل الآثار، والمتاحف، والعناية بمواقع التاريخ الإسلامي، والتراث العمراني، والحرف والصناعات اليدوية، والتوعية والتعريف بالتراث الوطني، إلى جانب المشاريع الأخرى التي تمول وتنفذ من قبل شركاء الهيئة وتندرج ضمن البرنامج.

### أولا: الآثار

#### 1.الاستراتيجية الوطنية لتطوير قطاع الآثار والمتاحف
وتتضمن:
- تطوير البناء المؤسسي لقطاع الآثار.
- تعزيز القطاع بالموارد البشرية.
- توسيع قاعدة تمويل قطاع الآثار والمتاحف.
- تطوير البحث العلمي الأثري ونشاط المسح والتنقيب.
- تطوير وتحسين أساليب التقويم ومراقبة الأداء.
- تعزيز الحماية والمحافظة على الآثار.
- تحسين طريقة عرض الآثار والتراث العمراني.
- العمل بأسلوب المشروعات.
- نشر الوعي الثقافي بأهمية الآثار والمتاحف.

#### 2: تسجيل المواقع الأثرية في المملكة بقائمة التراث العالمي
- تسجيل موقع مدائن صالح في قائمة التراث العالمي عام 2008.
- تسجيل موقع الدرعية التاريخية في قائمة التراث العالمي عام 2010.
- تسجيل موقع جدة التاريخية في قائمة التراث العالمي عام 2014.
- تسجيل مواقع الفنون الصخرية (جبة والشويمس) في حائل عام 2015.
- تسجيل واحة الأحساء عام 2018.
- تجهيز عشرة مواقع لتسجيلها ضمن قائمة التراث العالمي.

## معرض روائع آثار المملكة في متحف اللوفر في باريس.
احتضن متحف اللوفر في العاصمة الفرنسية باريس، يوم الثلاثاء غرة شعبان 1431 هـالموافق 13 يوليو 2010 م، معرض روائع وآثار وكنوز المملكة العربية السعودية عبرالعصور، وقد أولى المتحف الأشهر في العالم المعرض اهتماماً استثنائياً؛ إذ تم اختيار أهم قاعات المتحف (قاعة نابليون) له، خلال فترة الذروة التي يشهد المتحف فيها أكبر عدد من الزوار سنوياً.وتم التجهيز للمعرض من خلال اللجان المشتركة بين الهيئة العامة للسياحة والتراث
الوطني والمتحف الفرنسي الشهير، وبالتنسيق مع وزارة الخارجية ووزارة الثقافة والإعلام والجهات ذات العلاقة؛ وهو ما أدى إلى نجاح مميز للمعرض الذي كانت المرة الأولى التي يقام فيها خارج المملكة.

## معرض روائع آثار المملكة في برشلونة.
بعد النجاح الكبير الذي حققه معرض روائع آثار المملكة عبر العصور الذي استضافه متحف اللوفر في العاصمة الفرنسية باريس، أُقيم المعرض في إسبانيا حيث استضافته مؤسسة «لاكاشيا» في برشلونة
خلال الفترة من 6 ذو الحجة 1431 هـ الموافق 12 نوفمبر 2010 م إلى 24 ربيع الأول 1432 هـ الموافق 27 فبراير 2011 م.

## معرض روائع آثار المملكة في متحف الأرميتاج بروسيا.
كان متحف الأرميتاج في مدينة سانت بطرسبرج في جمهورية روسيا الاتحادية المحطة الثالثة للمعرض بعد التجربة الناجحة لمعرضي متحف اللوفر بباريس ومؤسسة لاكاشيا في برشلونة بإسبانيا.
وانطلقت فعاليات المعرض في 13 جمادى الآخرة 1432 هـ، الموافق 16 مايو 2011 م. وبعد نجاح المعرض في محطاته الثلاث السابقة، والإقبال الكبير عليه، وما حققه من صدى متميز في وسائل الإعلام العالمية تسابقت المتاحف والمعارض العالمية في طلب استضافة المعرض وتحمل تكاليفه؛ مما يعكس الأهمية التاريخية والحضارية للمملكة، والقيمة الكبيرة للقطع الأثرية لهذا المعرض التي تعرض للمرة الأولى بهذا الحجم والتنوع خارج المملكة.

## معرض روائع آثار المملكة في متحف البرقمون ببرلين.
- من متحف الأرميتاج في مدينة سانت بطرسبرج في روسيا، انتقل معرض روائع آثار المملكة إلى متحف البرقمون في مدينة برلين بألمانيا، حيث أقيم هناك لمدة ثلاثة أشهر، وافتتحه كل من صاحب السمو الملكي الأمير سلطان بن سلمان بن عبد العزيز رئيس الهيئة العامة للسياحة والتراث الوطني، وعمدة برلين السيد كلاوس فوفيرات. وحظي حفل الافتتاح بحضور رسمي سعودي ألماني كبير، إضافة إلى حضور إعلامي ألماني وعالمي ضخم، كما حضره أكثر من ألف شخصية يمثلون عدداً من المؤسسات الحكومية والأهلية والمنظمات الدولية والجهات التي تُعنى بالآثار والتراث والثقافة في المملكة وألمانيا وعدد من دول العالم.

## معرض روائع آثار المملكة في مدينة واشنطن الأمريكية
.ستضاف متحف ساكلر التابع لمؤسسة سميثسونيان في العاصمة الأمريكية واشنطن، معرض روائع آثار المملكة العربية السعودية عبر العصور في الأول من المحرم 1434 هـ، الموافق 15 نوفمبر 2012 م.
ومتحف ساكلر هو أول متحف أمريكي يستضيف هذا المعرض غير المسبوق عن الآثار السعودية في الولايات المتحدة الأمريكية، وركز المعرض على أثر الطرق
التجارية القديمة التي اجتازت شبه الجزيرة العربية في التبادل التجاري والثقافي بين ثقافات مختلفة، من خلال القطع الأثرية المكتشفة حديثاً من طرق التجارة القديمة، ومنها الأطباق والأواني الزجاجية الجميلة، والأقراط الذهبية الثقيلة، إضافة إلى إبراز تطور طرق الحج مع ظهور الإسلام

## معرض روائع آثار المملكة في متحف كارنيجي في بيتسبرغ.
واصل معرض روائع الآثار حضوره الدولي، واستضافه متحف كارنيجي العريق في مدينة بيتسبرغ الأمريكية كثاني محطة له داخل الولايات المتحدة والسادسة على مستوى العالم.
وبدأت فعاليات المعرض يوم الجمعة 12 شعبان 1434 هـ الموافق 21 يونيو 2013 م

## معرض روائع آثار المملكة بمتحف الفنون الجميلة في مدينة هيوستن.
من متحف إلى آخر، واصل معرض (روائع آثار المملكة العربية السعودية عبر العصو) حضوره في الولايات المتحدة الأمريكية، عبر استضافته هذه المرة في متحف الفنون الجميلة Fine Arts في مدينة هيوستن الأمريكية بولاية بنسلفانيا كثالث محطة له داخل الولايات المتحدة والسابعة بعدد من دول العالم. وتم افتتاح المعرض يوم 15 صفر 1435 هـ، الموافق 18 ديسمبر 2013 م واستمر حتى 8 جمادى الأولى 1435 هـ، الموافق 9 مارس 2014 م.

## معرض روائع آثار المملكة في متحف نيلسون - أتكينز للفنون في كانساس.
استمرت رحلة معرض روائع آثار المملكة عبر العصور في التعريف بالبعد الحضاري للمملكة، واستضافه في محطته الثامنة متحف نيلسون - أتكينز للفنون بمدينة كانساس الأمريكية كرابع محطة له داخل الولايات المتحدة والثامنة على مستوى العالم. وانطلق المعرض في 23 جمادى الآخرة 1435 هـ، الموافق 23 إبريل 2014 م.

## معرض روائع آثار المملكة في متحف الفن الآسيوي في سان فرانسيسكو
.تواصل تحليق الآثار السعودية في الولايات المتحدة الأمريكية، وانطلقت فعاليات المعرض في محطته الخامسة هناك يوم الثلاثاء 4 المحرم 1436 هـ في متحف الفن الآسيوي بمدينة سان فرانسيسكو في ولاية كاليفورنيا.

## معرض السعودية ملتقى الحضارات (في متحف فيتوريانو بروما).
أقامت الهيئة العامة للسياحة والتراث الوطني في العاصمة الإيطالية روما معرضاً للآثار السعودية تحت عنوان (السعودية ملتقى الحضارات)، وذلك في متحف فيتوريانو الإيطالي، خلال الفترة من 27 ذو القعدة 1434 هـ إلى 26 المحرم 1435 هـ، الموافقة 3 أكتوبر إلى 30 نوفمبر 2013 م. وضم المعرض الذي جاء بمناسبة مشاركة الهيئة في الاحتفالية التي أقامتها المملكة في العاصمة الإيطالية، بمناسبة مرور (80)عاماً على قيام العلاقات الدبلوماسية بين المملكة وجمهورية إيطاليا، (164) قطعة أثرية تعود إلى عصور تاريخية مختلفة، بما يبرز البعد الحضاري للمملكة، ودورها في تاريخ الحضارة الإنسانية.
- معرض روائع آثار المملكة بالمتحف الوطني في بكين.
- معرض روائع آثار المملكة في المتحف الوطني في سيئول.
- معرض روائع آثار المملكة في المتحف الوطني بالرياض.
- معرض روائع آثار المملكة في المتحف الوطني في طوكيو.

### 4: حماية التراث الوطني
- أنظمة واتفاقيات لحماية الآثار.
- نزع ملكية المواقع الأثرية المملوكة للمواطنين.
- مراقبة المواقع الأثرية وحراستها.
- تسوير المواقع الأثرية.
- تنظيم الاتجار بالآثار.
- حماية مواقع التاريخ الإسلامي.
- مشاريع حماية الآثار.
- الشراكة مع الجهات الحكومية في حماية الآثار.

### 5: إعادة الاعتبار للآثار

#### 1.استعادة الآثار الوطنية من الداخل والخارج، وشملت
- إطلاق حملة استعادة الآثارالوطنية.
- استعادة القطع الأثرية.
- استعادة  قطع الفنون الإسلامية.
- استعادة قطع التراث الشعبي.

#### 2. تهيئة وترميم المواقع التاريخية والأثرية، منها
- الدرعية التاريخية في منطقة الرياض.
- الحجر (مدائن صالح) في منطقة المدينة المنورة.
- فيد في منطقة حائل.
- الأخدود في منطقة نجران.
- بئر هداج وقصر الحمراء وقرية تيماء في منطقة تبوك.
- بئر سيسرا وقلعة زعبل والرجاجيل وقلعة الصعيدي في منطقة الجوف.
- القرى التراثية في الغاط والعلا ورجال ألمع وجبة وذي عين.

#### 4. المسح والتنقيب في المواقع الأثرية
تنفذ الهيئة برنامجاً مشتركاً مع 30 فريقاً علمياً أجنبياً من 10 دول منها:
- مشروع البعثة السعودية الفرنسية للتنقيب بموقع مدائن صالح في العلا.
- مشروع البعثة السعودية الألمانية للتنقيب في موقع تيماء بمنطقة تبوك.
- مشروع البعثة السعودية الفرنسية لمسح المواقع الأثرية في كلوة بمنطقة تبوك.
- مشروع البعثة السعودية الأمريكية للتنقيب في موقع جـرش بمنطقة عسير
- مشروع البعثة السعودية الفرنسية لمسح مواقع النقوش العربية القديمة في بئر حمى بمنطقة نجران.
- مشروع البعثة السعودية البريطانية من جامعة إكستير لمسح المواقع الأثرية في جزر فرسان في منطقة جازان وأملج.
- مشروع البعثة السعودية الإيطالية الفرنسية للتنقيب في موقع دومة الجندل بمنطقة الجوف.

#### 5. الاكتشافات الأثرية
- قرية الفاو.
- نقش رمسيس الثالث المكتشف بالقرب من تيماء.
- حضارة المقر (جذور الخيل العربية الأصيلة).

### ثانياً. المتاحف

#### 1. تطوير المتحف الوطني، من خلال
- توفير متعة الزيارة.
- العناية بالمقتنيات.
- تنشيط الحركة السياحية.
- دعم العملية التعليمية.
- التوعية والتعريف بتاريخ المملكة وآثارها وتراثها.

#### 2.  تطوير المتاحف القائمة وإنشاء المتاحف الجديدة
- تطوير ستة متاحف قائمة في كل من: تيماء، ونجران، وجازان، والأحساء، والعلا، والجوف.
- إنشاء خمسة متاحف إقليمية جديدة في كل من: الدمام، والباحة، وأبها، وحائل، وتبوك.
- تخصيص برنامج لإنشاء وتطوير وتشغيل المتاحف في المناطق والمحافظات يتضمن:

- تأثيث وتجهيز وتنفيذ العروض المتحفية بالمتاحف في مناطق عسير والباحة وتبوك وحائل والشرقية والقصيم ونجران والجوف والحدود الشمالية، وفي محافظات: العلا، وتيماء، والهفوف، وصبيا، والأحساء.
- إنشاء متحفين في منطقة القصيم، ومنطقة الحدود الشمالية.
- تطوير متحف مكة المكرمة بقصر الزاهر.
- تطوير متحف المدينة المنورة بمحطة سكة حديد الحجاز.
- إنشاء متحف واحة القرآن الكريم بالمدينة المنورة .
- تنفيذ عروض متحفية في 20 مبنى تاريخياً في المحافظات.
- تشغيل وصيانة المتاحف في كل مناطق المملكة.
- تنفيذ معارض الآثار.
- تطوير قصر الملك عبد العزيز (خزام) بجدة وتحويله إلى متحف للتراث الإسلامي.
- تطوير قصر الملك عبد العزيز بالبديعة وتحويله إلى متحف ومركز ثقافي للصور التاريخية.
- تأهيل قصور الملك عبد العزيز بالمعابدة وتجهيزها.
- تأهيل قصر الملك عبد العزيز بالخرج وتحويله إلى مركز تاريخي.

### ثالثاً. التراث العمراني
تعاملت الهيئة العامة للسياحة والتراث الوطني مع التراث العمراني في المملكة من خلال تسعة محاور رئيسية هي:
- حماية مواقع التراث العمراني ومبانيها، والمحافظة عليها.
- تصنيف مواقع التراث العمراني ومبانيها وتسجيلها.
- التوعية والتعريف.
- تأهيل وتطوير مواقع التراث العمراني.
- الاستثمار والتمويل.
- التدريب وتأهيل الكوادر.
- الدعم الفني للملاك.
- بناء الشراكات لخدمة التراث العمراني.
- التوسع في الفعاليات التي تقام في مواقع التراث العمراني.

#### 1. حماية التراث العمراني وتنميته
- اعتماد التراث العمراني ضمن اختصاصات الهيئة.
- إيــقــاف الإزالة الـعـشـوائـيـة لمباني الـتـراث العمراني.
- إطلاق مـبـادرات ومشروعات رائــدة للتراث العمراني.
- تغيير المواقف تـجاه التراث العمراني.
- تطوير دور المجتمعات والمجالس المحلية.
- تطوير دور الكليات والمؤسسات التعليمية والمتخصصة.
- تفعيل دور الشركاء من الجهات الحكومية الأخرى.
- تطوير دور القطاع الخاص.
- إنشاء مركز التراث العمراني والوطني.

#### 2. مبادرات هيئة السياحة تجاه التراث العمراني

##### أولاً: وضع أنظمة لحماية التراث العمراني ومن ذلك
- إعداد نظام حماية التراث العمراني.
- معالجة ملكيات مواقع التراث العمراني المملوكة للمواطنين.
- إعداد المواثيق مع الدول العربية والإسلامية عن التراث العمراني.

##### ثانياً: مشاريع التراث العمراني ومنها
- مشروع الدرعية التاريخية.
- مشروع جدة التاريخية.
- مشروع وسط الهفوف التاريخي.
- مشروع وسط مدينة الطائف التاريخي.
- مشروع بلدة الغاط التراثية.
- مشروع قرية رجال ألمع التراثية.
- مشروع قرية ذي عين التراثية.
- مشروع البلدة التراثية في جبة.
- مشروع تطوير بلدة العلا التراثية.
- مشروع سوق القيصرية بالهفوف.

#### 3. مشروع تطوير وتأهيل الأسواق الشعبية
- سوق محايل عسير الشعبي بمنطقة عسير.
- سوق الثلاثاء الأسبوعي بالمخواة بمنطقة الباحة.
- سوق الخميس بالقطيف بالمنطقة الشرقية.
- سوق الخوبة بمنطقة جازان.
- سوق ظهران الجنوب الشعبي بمنطقة عسير.
- سوق النعيرية بالمنطقة الشرقية.
- سوق حائل الشعبي بمنطقة حائل.
- سوق القوز الشعبي بمنطقة مكة المكرمة.

#### 4.  تأهيل المباني التاريخية للدولة
- قصر المصمك في الرياض.
- قصر المربع في الرياض.
- قصر الملك عبد العزيز في البديعة.
- قصر الملك عبد العزيز في الدوادمي.
- قصر الملك عبدالعزيز في الخرج.
- قصر أبو جفان في الخرج.
- قصر الزاهر في مكة المكرمة.
- قصر السقاف في مكة المكرمة.
- قصر شبرا في الطائف.
- قصر الموية في الطائف.
- قصر خزام في جدة.
- بيت نصيف في جدة.
- بيت العماري في جدة.
- قصر الملك عبد العزيز في نطاع / الشرقية.
- قصر الملك عبد العزيز في أم عقال / الشرقية.
- بيت المال في الهفوف.
- قصر الملك عبد العزيز بقبة / القصيم.
- قصر الإمارة في الغاط / الرياض.
- شرطة الجبيلة في الدرعية.
- قصر الإمارة في وادي الدواسر.
- مبنى القشلة بجدة.
- مباني جمرك العقير في الشرقية.
- قصر الإمارة في مركز القرية العليا/ الشرقية.
- قصر إبراهيم في الأحساء/ الشرقية.
- قصر شدا في أبها / عسير.
- قصر الإمارة في الرس/ القصيم.
- مبنى القشلة في حائل.
- قصر الإمارة في نجران «قصر بن ماضي».
- قلعة الملك عبد العزيز في ضباء / تبوك.
- قلعة الملك عبد العزيز في حقل/ تبوك.
- قصر الإمارة في أملج / تبوك.
- قصر الإمارة في الوجه / تبوك.
- قصر الإمارة في الحديثة / القريات/الجوف.
- قصر الإمارة في العيساوية / الجوف.
- قصر كاف في الجوف/ القريات.
- قصر الإمارة في لينة / الحدود الشمالية.
- مدرسة القرين في شقراء / الرياض.
- مدرسة الصانع في المجمعة / الرياض.
- دار الهنا في مكة المكرمة.
- مدارس الفالح مكة المكرمة.
- دار التوحيد في الطائف.
- المدرسة الأميرية في الهفوف / الشرقية.
- المدرسة الأميرية في ضباء / تبوك.
- مدرسة عمر بن الخطاب في القريات / الجوف.

#### 5. مشاريع تأهيل مراكز المدن التاريخية
- مركز مدينة الرياض.
- مركز مدينة الهفوف.
- مركز مدينة الطائف.
- مركز مدينة نجران.
- مركز مدينة تيماء.
- مركز مدينة تبوك.
- مركز مدينة أبها.

#### 6. مشاريع تأهيل التراث العمراني بالموانئ التاريخية للبحر الأحمر
- ميناء ينبع التاريخي.
- ميناء أملج التاريخي.
- ميناء الوجه التاريخي.
- ميناء ضبا التاريخي.

#### 7.  حماية مباني التراث العمراني المملوكة للمواطنين
- برنامج الدعم والتأهيل والاستثمار .
- بدائل الدعم والتأهيل.
- وضع إطارات محتملة للتفاهم بين المالك والمستثمرين.
- تصور الهيئة لتمويل المشروع.
- قائمة أولية بالمباني المستهدفة في المشروع.

### رابعاً. الحرف والصناعات اليدوية
- إعداد الاستراتيجية الوطنية للحرف والصناعات اليدوية.
- مبادرة إنشاء مقار دائمة للحرفيين.
- برنامج العمل المرحلي للحرف والصناعات اليدوية.
- جائزة عكاظ للإبداع في مجال الحرف والصناعات اليدوية.
- مشاركة هيئة السياحة مع مؤسسة البريد السعودي.
- المشاركة بالعرض لمنتجات الحرفيين في المهرجانات والفعاليات والملتقيات الاستثمارية.
- مجال عمل الحرفيين في القرى التراثية ومباني التراث العمراني في المملكة.
- مجال العمل من المنزل في الحرف والصناعات اليدوية.
- التعاون مع المراكز التجارية لتسويق منتجات الحرف والصناعات اليدوية.
- العمل مع وزارة الشؤون البلدية والقروية ممثلة في الأمانات وبلديات المناطق.
- تنفيذ قرار مجلس الوزراء بأن تكون الهدايا من الحرف اليدوية الوطنية.
- دعوة الأمير سلطان بن سلمان إلى تفعيل التمويل المتكامل للمشاريع الرائدة والمؤسسات الصغيرة والمتوسطة ودخول الشركات التسويقية وحماية العلامات التجارية (حرفة سعودية أصيلة).
- مشروع صنع في مكة المكرمة وصنع في المدينة المنورة.